# Château de Farciennes

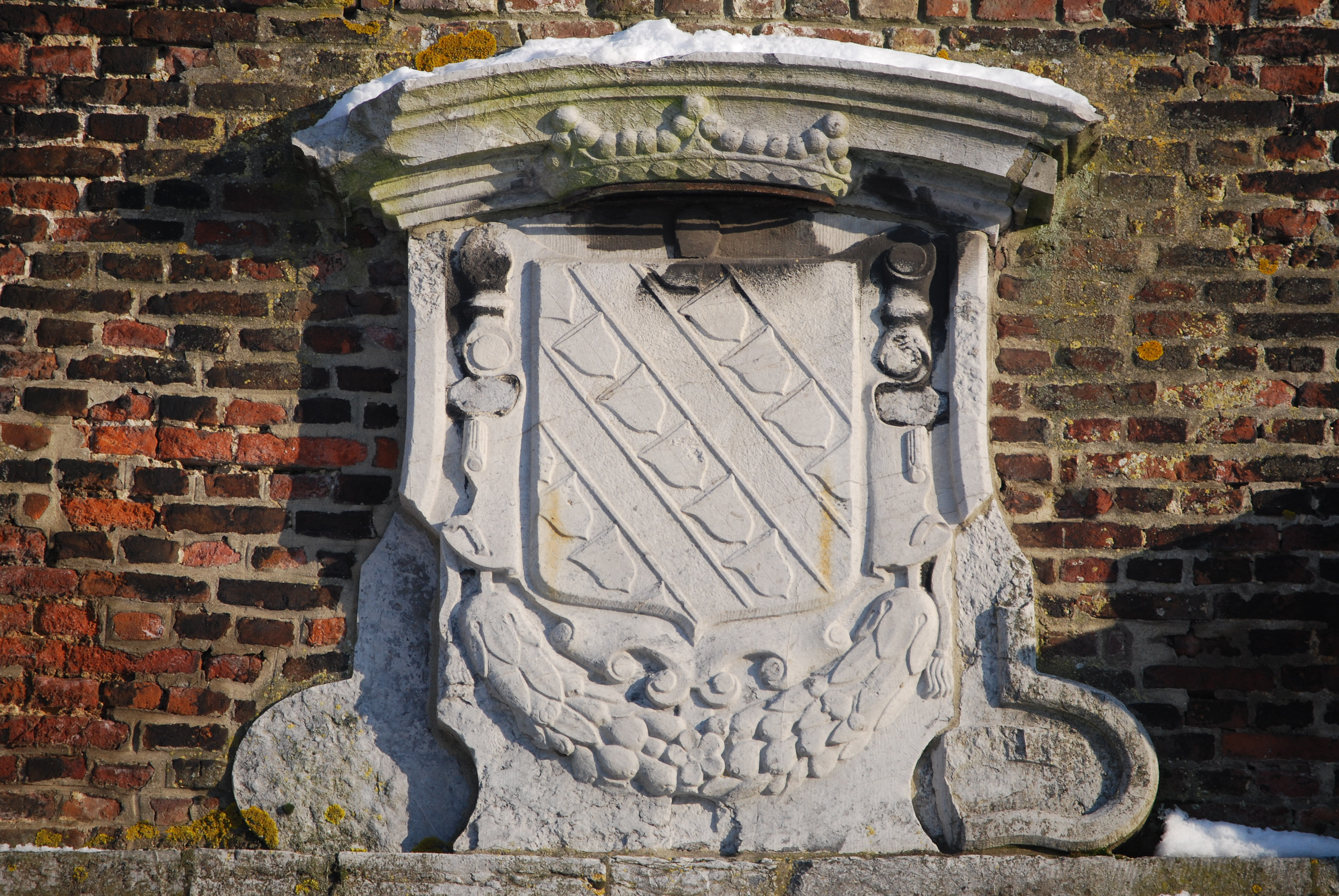
Armoiries des princes de Longueval, comtes de Bucquoy se trouvant sur le fronton de l'entrée principale du château.

Le château de Farciennes est un château belge du XVIIe siècle situé dans la commune de Farciennes en Région wallonne.

## Histoire
Le site de Farciennes était implanté jadis aux confins de la principauté de Liège sur la rive gauche de la Sambre qui servait de frontière avec le Comté de Hainaut. Il s’agissait d’une enclave inféodée à la ville épiscopale.
Le château fait suite à un donjon médiéval signalé en 1344 érigé par Henri de Farciennes, chevalier. Il était jadis entouré d’eau grâce à un léger détournement de la rivière.  
Le château actuel, de style mosan, est construit par Charles-Albert de Longueval, comte de Bucquoy entre 1630 et 1637 et général de cavalerie au service Ferdinand II d'Autriche, empereur du Saint-Empire, et de l'archiduc Albert des Pays-Bas. Il était établi sur un large tertre artificiel pour le mettre à l'abri des débordements de la Sambre et entouré de douves, aujourd'hui comblées, qui l'entouraient de tous les côtés. Le château disposait d'un beau jardin orné de fontaines et était édifié dans un site pittoresque. 
Le 10 mai 1666, le château est visité par le prince-évêque de Liège, Maximilien-Henri de Bavière et, en 1667,  par Louis XIV, la reine de France et ses généraux au cours de la Guerre de Dévolution. 
Au XVIIIe siècle, le château et la seigneurie de Farciennes passent aux mains d'un autrichien, Octave-Ladislas, comte de Waldstein, époux de Marie Philippine de Longueval, puis à son petit-fils, Eugène de Bathyani. Lui succèdent, Charles Bathyani et, par décision judiciaire du prince-évêque de Liège, Charles Joseph comte des Fours. Son fils, François-Etienne des Fours, dernier seigneur de Farciennes, devient propriétaire du château en 1775. Celui-ci quitte Farciennes pour Vienne et loue le château au bailli Philippe-Etienne Drion, son intendant, en lui en conférant tous les droits seigneuriaux. 
À la suite de la Révolution française de 1797 à 1802, les religieuses de Soleilmont fuient leur couvent et reçoivent au château de Farciennes l'hospitalité de Philippe-Etienne Drion. 
En 1803, le château est occupé par François Delahaye, commissaire de la République française. 
Le 28 mai 1809, le château est vendu par le comte des Fours à son receveur Gabriel Scarsez, avocat à Mons. Son fils aîné, devenu propriétaire, le loue à Anselme Piton. Le château va alors se dégrader rapidement. À partir de 1837, la famille Piton y établit une fabrique de sucre de betteraves. C'est à ce moment que disparaissent les beaux appartements, les tableaux, les pièces historiques et les archives. Le 26 juin 1839, un incendie éclate dans la tour est et la détruit. 
En 1847, la sucrerie est remplacée par une fabrique de fécule et de glucose et par une distillerie. Les bâtiments sont de plus en plus négligés et deux ailes sont détruites. En 1886, le château est acheté par Mr. Morimont-Levain qui restaure les parties encore intactes du château. 
En 1896, un observateur indique qu'une sucrerie est encore établie à l'emplacement des anciens grands appartements. 

## Aujourd'hui
Le château de Farciennes est une demeure en ruine, stabilisée par une structure métallique et couverte de bâches, située dans un environnement post-industriel. L'on peut encore voir des murs construits en brique et en pierre bleue pour les encadrements et croisées de baies, et les chaînages des arêtes des trois tours carrées.
Bien que déjà classé en 1916 par la Commission Royale des Monuments et Sites, le château a fait l'objet d'un arrêté ministériel de classement comme monument du Patrimoine Wallon en date du 12 janvier 2009.

## Farciennes et ses tombes
En démolissant en 1851 la chapelle Saint-Jacques à Tergnée (datant du XVIIe siècle), on y a exhumé cinq vieux cercueils datant du XVIIIe siècle. Ces cercueils avaient pour particularité d'être percés de part en part d'un grand clou à hauteur de la poitrine. Il appartenaient à la famille Bathyani et notamment au seigneur de Farciennes, comte Charles Bathyani, et à son épouse Anne de Waldstein, inhumés au cours du XVIIIe siècle.

## Sources
- Bulletin de L'Institut Archéologique Liégeois - Tome IX - Liège, Imprimerie de J-G Carmanne - 1868
- Archives de la principauté de Liège
- Archives de la Commune de Farciennes
- Archives privées